# Apeadeiro de Vale da Lama

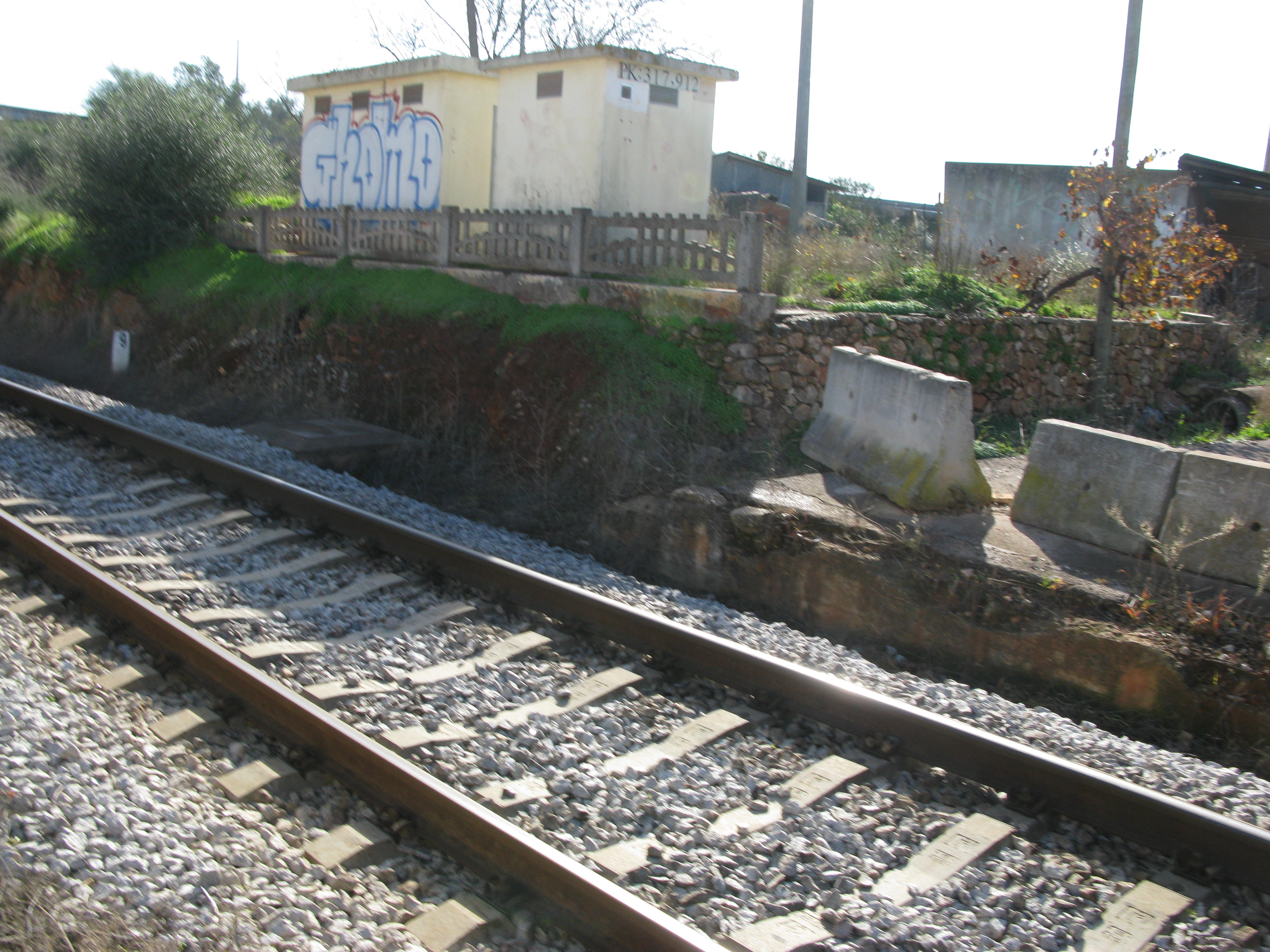
Vestígios do apeadeiro de Vale da Lama, em 2018.

O apeadeiro de Vale da Lama (palavra anteriormente grafada como "valle"), foi uma gare da Linha do Algarve, que servia a localidade de Lagoa, no Distrito de Faro, em Portugal.

## Descrição

### Localização e acessos
O local deste apeadeiro situa-se no Vale da Joia, na freguesia de Silves do concelho homónimo, junto à antiga passagem de nível ao PK 317+912, substituída mais tarde por uma passagem desnivelada superior; a rodovia que aqui cruza a via férrea é um arruamento local que interliga a EN269 com o CM1154. Este apeadeiro distava de Lagoa do Algarve (Matriz), localidade sede de concelho vizinho que foi construído para servir, mais de sete quilómetros, mormente via CM1154 e CM1155.

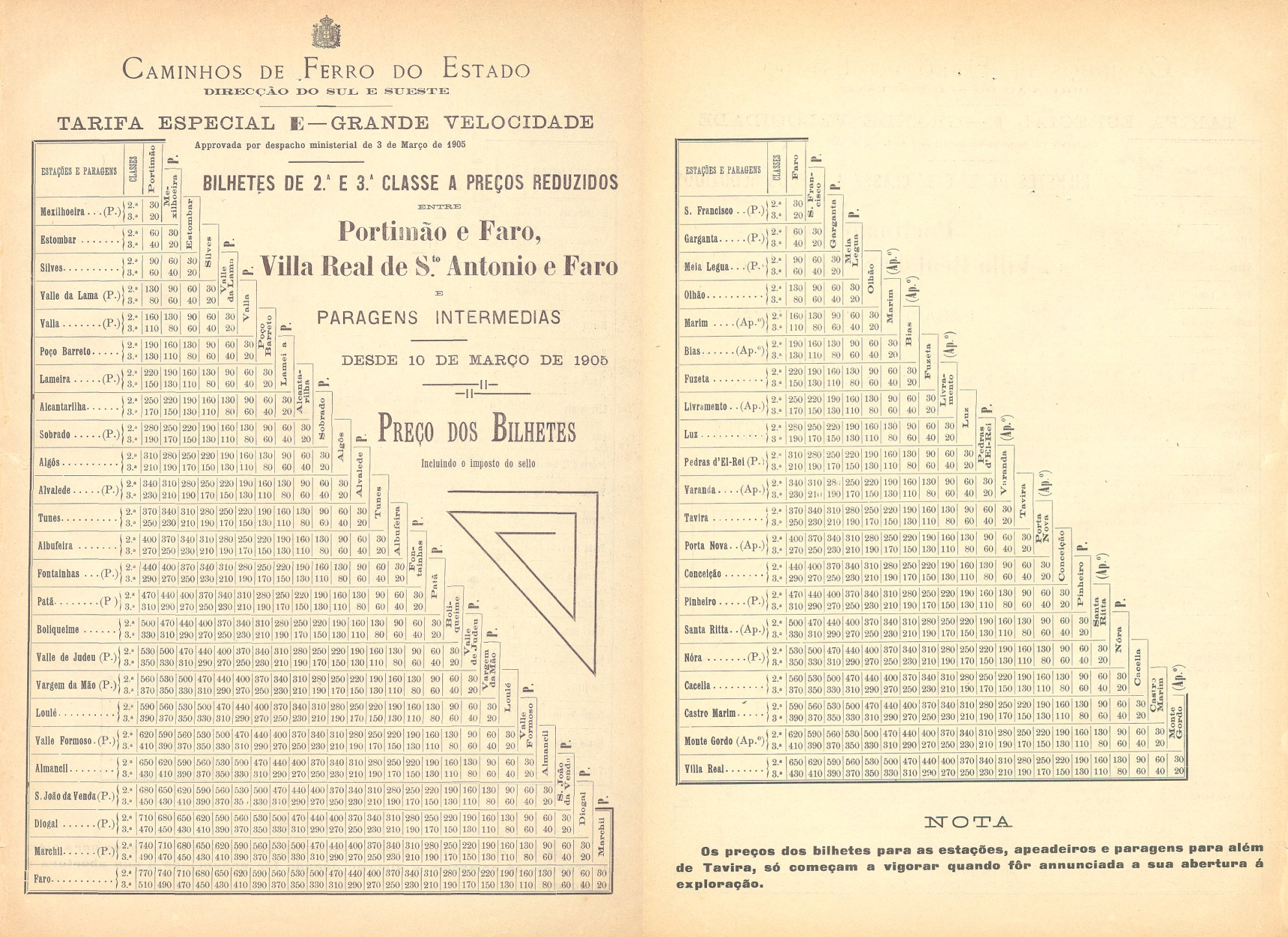
Aviso de 1905, onde surge com a categoria de paragem.

## História
O Apeadeiro de Vale da Lama insere-se no lanço da Linha do Algarve entre Poço Barreto e Silves, que entrou ao serviço em 1 de Fevereiro de 1902, sendo nessa altura considerado como parte do Ramal de Portimão. Este apeadeiro foi construído principalmente para servir a vila de Lagoa.

Em 1913, era servido apenas por comboios trenvias. O apeadeiro já não surge nos horários de 1980, tendo sido extinto anteriormente.